# Sterbebuch
Das Sterbebuch ist das bis zum 31. Dezember 2008 geführte Personenstandsbuch des Standesamtes über die in dessen Zuständigkeitsbereich gestorbenen Personen.
Das Sterbebuch ist die gebundene Sammlung der Sterbeeinträge. Es ist die Grundlage für die Ausstellung von Sterbeurkunden durch den Standesbeamten. Wie auch bei den Geburten- und Heiratsbüchern werden gleichzeitig mit der Beurkundung des Todesfalls durch den Standesbeamten beglaubigte Abschriften der Sterbeeinträge angefertigt und zum „Zweitbuch“ gebunden. Das Zweitbuch wird beim Landratsamt bzw. der Kreisverwaltung gesammelt. Wesentliche nachträgliche Eintragungen im Erstbuch müssen ebenfalls im Zweitbuch gewahrt werden.